# Ali Bin Fetais Al-Marri
Pour les articles homonymes, voir Al-Marri.
 (août 2019).
Améliorez-le ou discutez des points à vérifier. 
Ali Bin Mohsen Bin Fetais Al-Marri (en arabe : علي بن محسن بن فطيس المري), né le 8 février 1965 à Doha, est un haut fonctionnaire et magistrat qatari.
De 2002 à 2021, il est procureur général du Qatar.
Il est avocat spécial auprès de l'Office des Nations unies contre la drogue et le crime. Il a créé le Centre pour l'État de droit et la lutte contre la corruption (en).
Il a été accusé d'avoir soutenu des membres de sa famille affiliés à Al-Qaïda.

## Biographie
Né le 8 février 1965 à Doha, Ali Bin Fetais Al-Marri est issu de la tribu bédouine Al-Marri.
Issu d'une famille peu fortunée, il fait rapidement carrière grâce à sa loyauté. « Il ne dispose d'aucune marge de manœuvre d'action au sein du sérail. […] Les Al-Marri n'ont pas la chance de faire partie du gratin », expliquent Nicolas Beau et Jacques-Marie Bourget.

### Formation
Après une première formation au Qatar, Ali Bin Fetais Al-Marri décroche un master en droit public à l'université de Rennes. Ali Bin Fetais Al-Marri parle arabe, français et anglais.

### Famille
Ali Bin Fetais Al-Marri est marié et père de famille. Il a deux fils, Hamad Ali, né en 2002, et Tameen Ali, né en 2013. Il est également parent de Maha Ali, étudiante à Doha, et de Abdulmehsen Hamad Fetais, directeur du Rolacc.
Selon la presse américaine, Ali Bin Fetais Al-Marri est un parent de Ali Saleh Kahlah al-Marri et de Jarallah Al-Marri, qui ont été emprisonnés par les États-Unis pour appartenance à Al-Qaïda,,.

### Carrière professionnelle
Ali Bin Fetais Al-Marri commence sa carrière en 1997 en tant qu'assistant à l'Université du Qatar où il enseigne le droit international.
La même année, il est nommé secrétaire-général assistant du Conseil des Ministres[réf. souhaitée]. À partir de 1998, il dirige le département juridique du diwan de l'Émir du Qatar, avec rang de sous-secrétaire[réf. souhaitée]. En mars 2001, Ali Bin Fetais Al-Marri représente le Qatar devant la Cour internationale de Justice dans l'affaire de la délimitation maritime et des questions territoriales entre le Qatar et Bahreïn.
Ali Bin Fetais Al-Marri est nommé Procureur Général du Qatar par un décret de l'Émir du 19 juin 2002. Il ne l'est plus depuis juin 2021.

### ONU
Ali Bin Fetais Al-Marri est membre de la Commission du droit international des Nations-Unies depuis 2002.
En septembre 2012, dans la foulée du Printemps arabe, il est nommé mandataire régional spécial de l’Office des Nations unies contre la drogue et le crime (ONUDC) pour le recouvrement des avoirs volés,. Ce mandat a été renouvelé en 2014.

#### Rolacc
Ali Bin Fetais Al-Marri est le président et fondateur de Rolacc (Rule of Law & Anti-Corruption Center), une organisation fondée à Doha en 2009.
En mars 2017, Rolacc a ouvert une antenne genevoise, qu'il préside également.
Le 8 décembre 2017, Rolacc Genève a décerné au Palais des Nations à Genève une série de prix de lutte contre la corruption à des personnalités venues de Chine, des États-Unis, de Jordanie et d'Italie. Le journal Le Temps affirme que le Qatar s'était « offert un prix contre la corruption ».

## Controverses

### Liens avec des membres d'Al-Qaida
Il est un parent d'Ali Saleh Kahlah al-Marri (en), un citoyen Qatari arrêté et condamné par la justice fédérale américaine à huit ans de prison pour avoir été membre de l'organisation terroriste Al-Qaïda,. Selon le Daily Beast, il est intervenu à travers « un ami proche » pour libérer le terroriste en échange d'un couple d'Américains retenus arbitrairement au Qatar.
Jarallah, frère cadet d'Ali Saleh Kahlah al-Marri, a également participé aux camps d'entrainements d'Al-Qaïda en Afghanistan avant d'être détenu par les États-Unis dans le camp de Guantánamo. 

### Soupçons de biens mal acquis
Il a acquis deux riches propriétés en Suisse et en France, source de soupçons vis-à-vis de la source de ces fonds. Il a été blanchi de ces accusations par la justice suisse.

### Corruption
Selon Georges Malbrunot et Christian Chesnot, auteurs du livre Nos très chers Émirs, il a cherché à « offrir » une montre de prestige au directeur de Tracfin, Bruno Dalles, qui s'en était scandalisé,.

## Décorations
- Grand officier de l'ordre de la République (2013)[24]